# Middelste grondvink
De middelste grondvink (Geospiza fortis) is een van de darwinvinken, zangvogels uit de grote Amerikaanse familie Thraupidae (tangaren). De darwinvinken komen alleen als endemische soorten voor op de Galapagoseilanden.

## Kenmerken
Bij de middelste grondvink is het mannetje zwart, vrouwtjes en onvolwassen vogels zijn grijsbruin met vlekken.

## Leefwijze
Ze hebben een grote snavel waarmee ook vrij grote zaden gekraakt kunnen worden. Toch geven ze de voorkeur aan kleine zaden en ook insecten worden gegeten. Ook is waargenomen dat zij grote landschildpadden en leguanen aanpikken waarbij ze parasieten van de huid pikken.

## Sympatrische soortvorming
In 2007 verscheen een publicatie waarin onderzoek werd gepresenteerd waaruit blijkt dat er op het eiland Santa Cruz twee populaties van deze vogels zijn waarbij de snavelgrootte verschilt. Er werd aangetoond dat individuen met vergelijkbare snavelgrootte eerder met elkaar paartjes vormden (en nakomelingen produceerden) dan individuen met verschillend formaat. Hier was het proces van sympatrische soortvorming dus als het ware zichtbaar.